# 아오야마 고쇼 향토관
아오야마 고쇼 향토관(일본어: 青山剛昌ふるさと館 아오야마고쇼 후루사토칸[*])은 일본 도하쿠군 호쿠에이정에 있는 만화·애니메이션 박물관이다.
호쿠에이정 출신 만화가인 《명탐정 코난》의 원작자로 알려진 아오야마 고쇼의 자료관이다. 미치노에키 다이에이에 인접해 2007년 3월 18일에 개관했다.